# رابینسون (دهانه)
رابینسون یک دهانه برخوردی در ماه‌ است.